# شبران
شبران (تُكتب أيضًا شبوران؛ الفارسية: شاوران)، كانت مدينة ومنطقة في منطقة شروان التاريخية، في ما يُعرف الآن بالجزء الشرقي من أذربيجان.
تأسست شبران على يد الملك الساساني شابور الثاني (حكم. 309–379). يشير كتاب حدود العالم في الجغرافيا الفارسية في القرن العاشر إلى المدينة باسم شاووران، في حين تسميها السجلات الجورجية شابوران، مما يشير إلى علاقة محتملة بشابور، وهو اسم إيراني موجود في القوقاز. كانت شبران أقدم عاصمة لمملكة شروان.
كانت محل نزاع دائم بين الشروانشاهيين، والهاشميين في دربند، وحكام أران. وفقًا للجغرافي العربي المقدسي في القرن العاشر، فإن غالبية سكان شبران كانوا مسيحيين. في عام 983، كان للشيروانشاه محمد الثالث الشرواني (حكم. 981–991) جدار مبني حول شبران. الظهور المفاجئ للأسماء الإيرانية بين أحفاد شيروانشاه يزيد بن أحمد (حكم 991–1027) له أهمية كبيرة فيما يتعلق بحقيقة دفنه هو وابنته شامكويا في شبران. من المرجح أن يكون هذا التطور نتيجة لزواج يزيد بن أحمد بأميرة من سلالة محلية قديمة.
في عام 1538، ألغى الشاهات الصفويين في إيران حكم شروان شاه وحولوا شروان إلى مقاطعة صفوية، لمواجهة الغزو العثماني والغزو الروسي المستمر وكانت شبران جزءًا منها. يذكر المستكشف الألماني إنجيلبرت كامبفر (توفي عام 1716) قرية شبران كواحدة من القرى في إيران التي تضم أوائل المقاهي في العالم، وقد أشاد على تأثير مسلمي إيران في نشر القهوة للعالم.
دُمرت شبران بالكامل في عام 1723.